# 金丸源三
金丸 源三（かなまる げんぞう、1832年 － 1908年）は、明治時代の写真家。本姓は高橋。

## 経歴
1832年（天保3年）甲斐国生まれ。島霞谷に写真術を学ぶ。1868年（明治元年）東京浅草に写真館を開業した。人気役者三代目澤村田之助の写真が評判を呼ぶ。他にも、山内容堂、山岡鉄舟等の有名人や、吉原の名妓今紫らを撮った写真が評判となった。現在では、源三撮影の写真は貴重である。
1908年（明治41年）死去。